# خوان ألبرتو إسترادا
خوان ألبرتو إسترادا (بالإسبانية: Juan Estrada)‏ (28 أكتوبر 1912 في الأرجنتين - 28 مايو 1985) هو لاعب كرة قدم أرجنتيني في مركز حراسة المرمى. شارك مع منتخب الأرجنتين لكرة القدم. أما مع النوادي، فقد لعب مع بوكا جونيورز وديفينسور سبورتينغ وهوراكان.

## وصلات خارجية
- خوان ألبرتو إسترادا على موقع قاعدة بيانات كرة القدم.إي يو (الإنجليزية)
- خوان ألبرتو إسترادا على موقع ناشيونال فوتبول تيمز (الإنجليزية)